# Hermann Degner (Schriftsteller)
Hermann Degner (* 22. Dezember 1921 in Zürich; † 1. Januar 2004 in Cotignac) war ein Schweizer Schriftsteller.

## Leben
Hermann Degner wuchs in Zürich als Einzelkind auf. Seine Kindheit verbrachte er grösstenteils in Kinderheimen oder bei seinen Grosseltern, da seine Eltern keine Zeit für ihn aufbringen konnten. Er besuchte die Sekundarschule in Zürich. Danach absolvierte er eine Lehre als Eisenbetonzeichner. Im Alter von 16 Jahren verliess er nach einem Streit mit seinem Vater das Elternhaus für immer. Die folgende Zeit verbrachte er im Tessin. Während der Rekrutenschule im Jahre 1941 entdeckte er sein Flair fürs Schreiben. Nach Ende Zweiten Weltkrieges bereiste Degner Spanien, den Orient und Nordafrika. Im Jahr 1949 schloss er sich in Marokko den Berbern an.
Nach einem Flugzeugabsturz in Nordafrika, den er 1951 verletzt überlebte, wurde er in Winterthur ärztlich versorgt. Hier lernte er seine spätere Frau Frida kennen. Wieder zog es Degner zu den Berbern nach Nordafrika. Mit einem der letzten Schiffe flüchtete er 1954 vor dem ausbrechenden Algerienkrieg nach Frankreich. Hieraus resultierte die Erzählung das Fest in der Wüste. Er liess sich in Fox-Amphoux in der Haute Provence nieder und widmete sich der Aufforstung der Wälder. 1959 übernahm er den Posten des „Guetteur du feu“ auf dem Gros Bessillon. Hier lebte er mit seiner Frau Frida und organisierte die gesamte Brandbekämpfung der Provence, respektive des Departements Var. Die Wintermonate verbrachte das Paar in Cotignac oder in der Schweiz.
Im Jahr 1974 vollzogen Hermann und Frida Degner die Scheidung. Des Schriftstellers neue Liebe Katrin inspirierte ihn zum Werk La Bandita. Nach wenigen Jahren trennten sich ihre Wege aber wieder. Als 1979 eine Waldbrandserie die Schweiz heimsuchte, rief man Degner als Experten zu Hilfe. Bei seiner Demission als „Guetteur du feu“ anno 1986 lobte die lokale Presse den anfänglich skeptisch beäugten Schweizer für seine Arbeit.
Zuletzt lebte er in Cotignac im südfranzösischen Provence-Alpes-Côte d’Azur.

## Werke
Degners Werk besteht vorwiegend aus erzählenden Texten und Hörspielen. Von letzteren wurden ungefähr 40 auf dem Schweizer Radio DRS ausgestrahlt. Seine Bücher erhielten gute Kritiken, generierten jedoch keinen finanziellen Ertrag.
- Bakhoura: Der hölzerne Vogel. 2 Erzählungen, Zürich 1954
- Reveillon: Seltsame Provence, Basel 1962
- Fest in der Wüste: (Erzählung), Gute Schriften, Bern 1977, ISBN 3-7185-3005-8.
- La Bandita: eine abenteuerliche Geschichte aus der Hochprovence, Gute Schriften, Bern 1979, ISBN 3-7185-3022-8.